# الیزابتا پوتزی
الیزابتا پوتزی (ایتالیایی: Elisabetta Pozzi؛ زادهٔ ۲۳ فوریهٔ ۱۹۵۵) یک هنرپیشه اهل ایتالیا است.
از فیلم‌های او می‌توان به لعنت به روزی که تو را ملاقات کردم اشاره کرد.